# 貴志昌文
貴志 昌文（きし まさふみ、1973年7月5日 - ）は、日本の男性声優。かつては三木プロダクションに所属していた。大阪府出身。

## 出演作品

### テレビアニメ
2008年
- ルパン三世 sweet lost night 〜魔法のランプは悪夢の予感〜

2010年
- ルパン三世 the Last Job（救急隊員）

2012年
- ルパン三世 東方見聞録 〜アナザーページ〜（記者2）

### 映画
2005年
- 惑星大怪獣ネガドン（テレビアナウンサー、ナレーション）

### 吹き替え
- 迷宮事件ファイル
- 現代の驚異
- 古代をめぐる冒険
- シークレット・アイドル ハンナ・モンタナ
- 24 -TWENTY FOUR- シーズン6
- ヨハネの黙示録
- ザ・ホワイトハウス
- スペシャルズ
- クローザー
- スイート・ライフ オン・クルーズ
- Dirty Jobs3
- エンペラーズニュースクール
- ゴースト 〜天国からのささやき
- WITHOUT A TRACE/FBI 失踪者を追え!
- スイート・ライフ
- ブルース・リー伝説
- ノストラダムスエフェクト
- 未確認モンスターを追え
- Three Wolves Mountain
- レバレッジ 〜詐欺師たちの流儀
- BONES
- グッドラック・チャーリー
- アメリカお宝鑑定団 ボーンスターズ
- キリストの素顔
- ビッグバン
- 古代からの発見
- 世界で最も危険な空港
- イエスキリストの素顔
- ミディアム 霊能者アリソン・デュボア
- プロポーズ大作戦 〜Mission to Love
- 射撃王~10万ドルを手にするのは誰だ~ シーズン3
- 二人の王女

### CM
- コニカ「Goody Best」
- SECエレベーター「同窓会編」

### 舞台
- 真夏の夜の夢
- TWO
- キャットフード

### TV
- 行列のできる法律相談所（NTV）